# Christian Berg (Theologe)

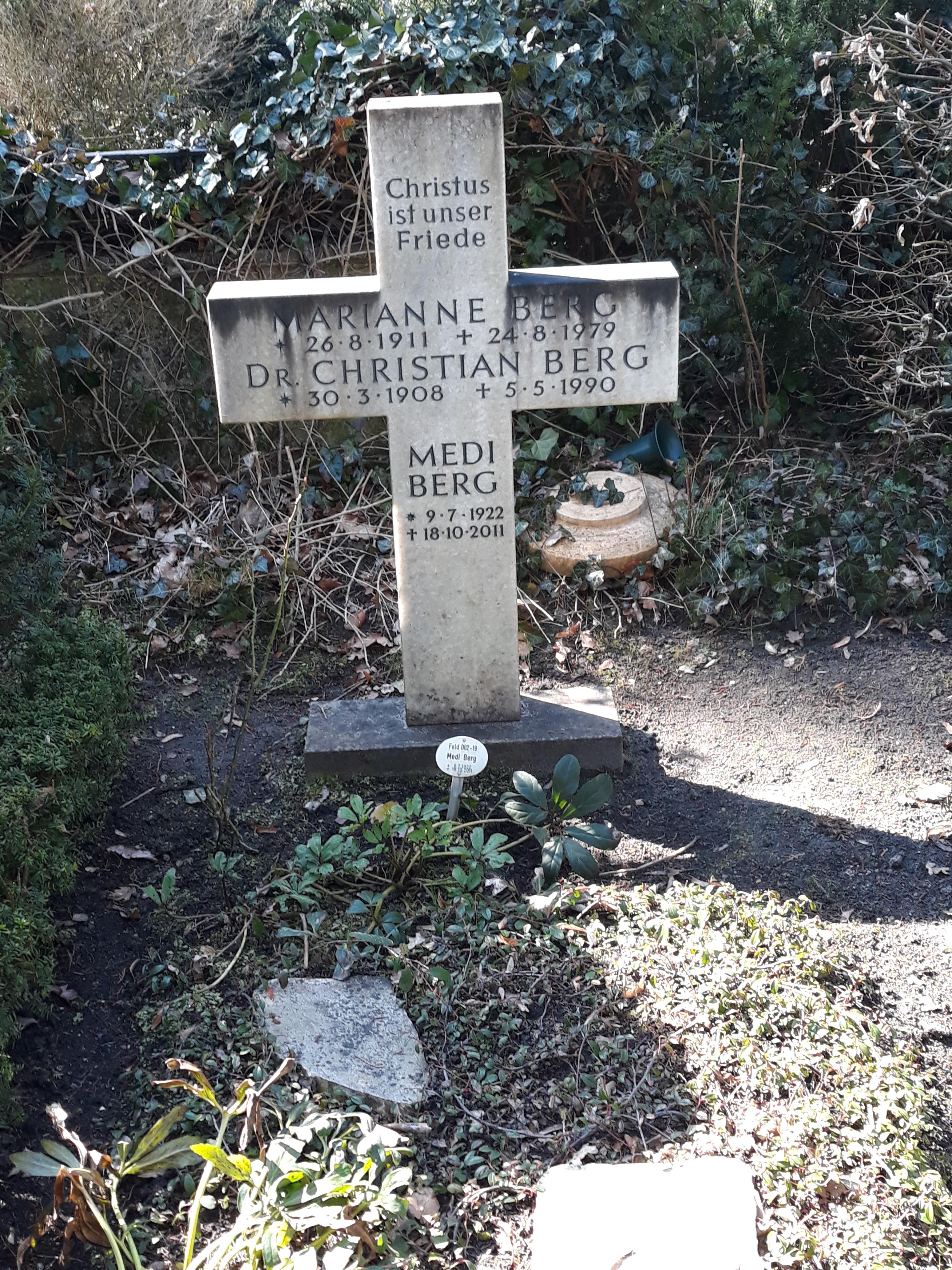
Das Grab von Christian Berg und seiner Ehefrau Marianne auf dem Friedhof Zehlendorf in Berlin.

Christian Berg, vollständig Ferdinand Max Richard Gustav Christian Berg (* 30. März 1908 in Wesenberg (Mecklenburg); † 5. Mai 1990 in Berlin) war ein deutscher evangelisch-lutherischer Geistlicher.

## Leben
Christian Berg war ein Sohn von Hans Berg, bis 1919 Bürgermeister in Wesenberg und anschließend Rechtsanwalt und Notar in Neustrelitz, daneben Laien-Evangelist in der Tradition der Inneren Mission und Leiter der Evangelischen Heimatmission, und seiner Frau Elisabeth, geb. Raspe. Er besuchte das Gymnasium Carolinum in Neustrelitz und studierte Evangelische Theologie an den Universitäten Tübingen, Wien, Erlangen, Marburg und ab Oktober 1928 Rostock. Während seines Studiums engagierte er sich in der Deutschen Christlichen Studentenvereinigung. 1929/30 und 1932/33 war er als Lehrer am Pädagogium der Brüdergemeine in Niesky tätig. 1933 wurde er zum Pastor der 2. Pfarrstelle der Marienkirche in Boizenburg berufen.
Er gehörte zu den ersten und schärfsten Kritikern der Machtübernahme der den Nationalsozialisten nahestehenden Deutschen Christen in der Evangelisch-Lutherischen Landeskirche Mecklenburgs. Im Juni 1934 kam es deswegen zum Schweriner Prozess vor einem Sondergericht, in dem Berg zusammen mit sechs weiteren Pastoren (Gottfried Holtz, Johannes Schwartzkopff, Henning Fahrenheim, seinem Boizenburger Kollegen Hans Werner Ohse, Viktor Wittrock aus Schwerin und Walter Pagels aus Rostock) wegen „Herabwürdigung“ des nationalsozialistischen Staates angeklagt war und wegen Verstosses gegen die Heimtückeverordnung zu einer Geldstrafe verurteilt wurde. Im Zuge einer allgemeinen Amnestie wurde die Strafe jedoch erlassen. Berg wurde aber an die Dorfkirche Basse strafversetzt.
1937 wurde er als Nachfolger von Detwig von Oertzen und auf dessen Empfehlung durch den Berliner Jerusalemsverein zum Pastor der deutschen evangelischen Gemeinde in Haifa berufen.
1939 bis 1945 Pfarrer in Kirchheim/Teck, wurde er 1945 stellvertretender Generalsekretär des neu gegründeten Hilfswerks der EKD und 1947 Generalsekretär. Ab 1949 leitete er dessen Zentralbüro-Ost in Berlin. Von 1956 bis 1957 war er während des Prozesses der Zusammenführung von Innerer Mission und Evangelischem Hilfswerk zu einem Werk Innere Mission und Hilfswerk (das 1975 im Diakonischen Werk der EKD aufging) kommissarischer Leiter des Zentralbüros und bis 1961 Leiter der Ökumenischen Abteilung der Stuttgarter Hauptgeschäftsstelle. Von 1962 bis zu seiner Pensionierung 1971 war er Direktor der Gossner Mission in Berlin.
Er war Mitbegründer von Brot für die Welt und der Arbeitsgemeinschaft Dienste in Übersee.
Christian Berg starb 1990 im Alter von 82 Jahren in Berlin. Sein Grab befindet sich auf dem Friedhof Zehlendorf.

## Werke
- Auftrag und Gestalt des Hilfswerks der evangelischen Kirchen in Deutschland. Stuttgart: Kohlhammer 1947
- Helfende Kirche. Stuttgart 1948
- Vom Hilfswerk zum Diakonat der Kirche: Predigten, Reden, Rufe. Aus der Arbeit des Hilfswerks 1945-1950. Berlin: Heimatdienstverlag 1950
- mit Günter Jacob: Evangelische Kirche jenseits der Zonengrenze. Berlin: Lettner 1957
- Die lautlose Massenvernichtung. Berlin: Lettner 1968 (Berliner Reden 13)